# Козельщина (станція)
Козельщина — пасажирський зупинний пункт Полтавської дирекції Південної залізниці на електрифікованій лінії Полтава — Кременчук. Розташований в однойменному селищі Кременчуцького району Полтавської області.

## Історичні відомості
Козельщина, як станція, відкрита 1899 року на вже існуючій лінії  Полтава — Кременчук.
З 15 вересня 1941 року по 25 вересня 1943 року перебувала під тимчасовою фашистською окупацією.
У 2008 році був проведений ремонт фасаду і приміщеннях станції.
Наразі діє як пасажирський зупинний пункт.

## Пасажирське сполучення
На зупинному пункті зупиняються приміські поїзди до станцій Кременчук, Полтави-Південної та Кобеляки.
З 12 грудня 2016 року в складі регіонального експреса «Дніпровські зорі» курсували вагони безпересадкового сполучення Харків — Луцьк, які прямували через станції Рівне, Козятин, Знам'янку, Павлиш, Кременчук, Кобеляки, Полтаву. З 11 грудня 2017 року, замість вагонів безпересадкового сполучення, призначався нічний швидкий поїзд № 127/128 сполучення Харків — Ковель (через день).
З 22 вересня 2018 року призначався приміський поїзд сполученням Полтава — Золотнишине (м. Горішні Плавні), але через нерентабельність за місяць був скасований.
У приміщенні зупинного пункту здійснюється продаж квитків на пасажирські та приміські поїзди. Прийом та видача багажу не здійснюється.